# Hafen Jurbarkas
Der Hafen Jurbarkas (oder Winterhafen Jurbarkas) ist ein Binnenhafen in Jurbarkas, Litauen. Er befindet sich an der Einmündung des Flusses Mituva in die Memel.

## Geschichte
Jurbarkas war eine längere Zeit ein Hafenort der Memel-Schifffahrt. Schon vor dem Ende der Kriege des Deutschen Ordens am Ende des 14. Jahrhunderts wurden verschiedene Güter über die Memel in Jurbarkas nach und von Litauen transportiert. Bis Mitte der 1930er Jahre gab es in Jurbarkas jedoch keinen Hafen. Im Winter 1931/32 waren nach Angaben der Tageszeitung Lietuvos aidas 12 Dampfer, 2 Motorboote und 7 Baidaks im Hafen Jurbarkas stationiert. Im Frühjahr 1937 wurden durch eine besonders schwere Flut mehrere Dampfer und Baidaks aus dem Hafen von Jurbarkas fortgeschwemmt. Hier legten in Jurbarkas überwinternde Schiffe, viele Dampfer und Fischerboote an, aber da es keine große Industrie gab, fand hier nur Handel statt, weshalb der Hafen nicht die Bedeutung des Hafens Smalininkai im Rajon Jurbarkas erreichte.
Eine Wiederbelebung ist im 21. Jahrhundert geplant. Die wichtigsten geplanten Ladungsarten sind Getreide, Kies, Containerfracht und sperrige Fracht. Die Flussschifffahrt als billigere Logistikalternative wäre attraktiv für Getreidebauern, für die die Transportkosten einen erheblichen Teil des Getreidepreises ausmachen. Fracht von Jurbarkas Nemunas wird direkt zum Hafen Klaipėda transportiert.